# 250 Vesey Street
250 Vesey Street, anteriormente conocido como Four World Financial Center, es un edificio que forma parte del complejo de Brookfield Place en Lower Manhattan en Nueva York, donde se encuentra la sede internacional de Merrill Lynch. El edificio fue también la antigua sede Merrill Lynch trading floor, que ahora se encuentra en la Bank of America Tower.
Con 34 plantas y 150 metros de altura, y situado entre el Río Hudson y el World Trade Center, el Four World Financial Center está situado en el corazón del Distrito Financiero.
Después de los atentados del 11 de septiembre de 2001, el edificio había sufrido graves daños en su azotea, aunque los daños sufridos no eran tan graves como los de los otros tres edificios del complejo.
Fue renombrado 250 Vesey Street cuando el resto del complejo se convirtió en Brookfield Place en 2014.